# Carbazole
Le carbazole est un composé aromatique hétérocyclique issu de l'extraction du goudron et principalement utilisé pour la synthèse de pigments. 

## Histoire
Ce composé a été découvert en 1872 dans le goudron par Carl Graebe et Carl Glaser.

## Utilisation
Le carbazole est utilisé comme réactif de base pour la synthèse de plusieurs pigments tel le bleu Hydron. Un insecticide, le 1,3,6,8-tétranitrocarbazole ou Nirosan, est produit à partir du carbazole. Le N-vinylcarbazole et le 3,6-diaminocarbazole sont utilisés pour la production de polymères pour des applications électriques ou de résistance à la chaleur.

## Production et synthèse
Le carbozole est extrait du goudron où il est présent à une concentration d'environ 0.9 %. Il est purifié de la fraction distillée par extraction dans la pyridine ou la N-méthylpyrrolidone ou par distillation azéotropique avec l'éthylène glycol.
Ce composé peut être synthétisé par conversion du N-(cyclohexylidèneamino)cyclohexanimine en octahydrocarbazole suivie d'une déshydrogénation, par cyclisation réductive du 2-nitrobiphényle ou par déshydrogénation et cyclisation de la N-cyclohexylidèneaniline. Toutefois ces réactions ne sont pas utilisées pour la production industrielle, car l'extraction du goudron couvre les besoins.